# Anat Kam

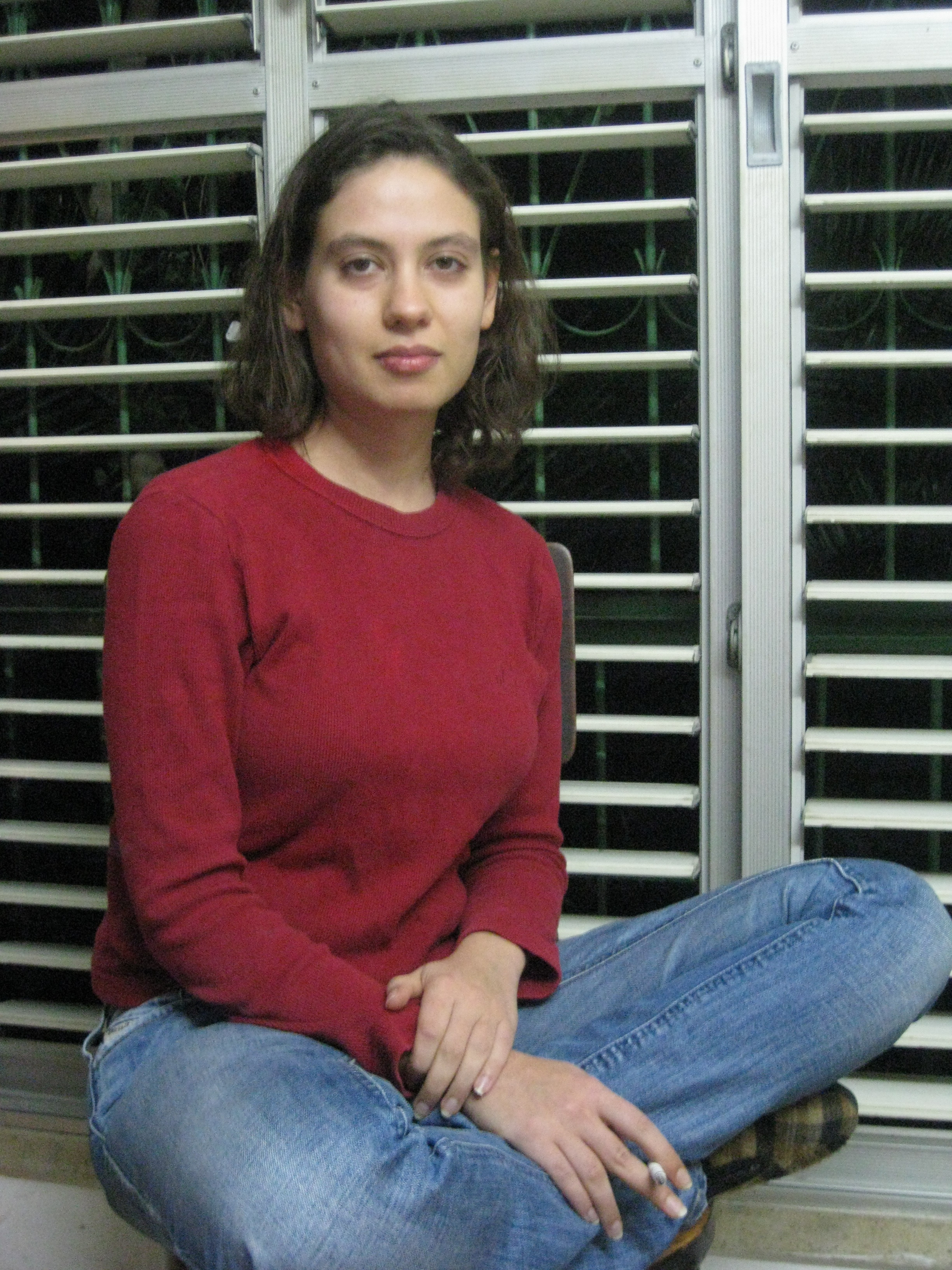
Anat Kam (2008)

Anat Kam (alternative Schreibweise Anat Kamm, hebräisch ענת קם; * 1987 in Jerusalem) ist eine israelische Journalistin.

## Leben
Kam wurde 1987 in Jerusalem geboren und besuchte die Hebrew University Secondary School. In ihrer Jugend begann sie sich für Journalismus zu interessieren und schrieb in der lokalen Zeitung Jerusalem (ehemals Yedioth Jerusalem), außerdem auch für den Jugend-Kanal der Internetseite Walla!.
Im Juli 2005 begann Kam ihren Militärdienst in der israelischen Armee. Von 2005 bis 2007 absolvierte sie diesen im Büro von General Jair Naweh, dem damaligen Chef des Israelischen Zentralkommandos.
Nachdem sie ihren Wehrdienst beendet hatte, begann sie im November 2008 Geschichte und Philosophie an der Universität Tel Aviv zu studieren. Zuletzt schrieb sie für das Internetportal Walla!, das zur israelischen Tageszeitung Haaretz gehört, über Popkultur.

## Prozess und Verurteilung
Im Januar 2010 wurde gegen Kam Anklage wegen Spionage und Verletzung der Staatssicherheit erhoben. Ihr wurde vorgeworfen, während ihres Armeediensts geheime Dokumente an den israelischen Enthüllungsjournalisten Uri Blau weitergeleitet zu haben, der diese für einen Bericht über die illegale Tötung von drei Palästinensern durch israelische Soldaten verwendet haben soll. Besagter Zwischenfall hatte sich im Juni 2007 in Dschenin ereignet, im November 2008 erschien Blaus Artikel in der Haaretz. Insgesamt soll Kam ungefähr 2000 Seiten, gut ein Drittel davon als „Top Secret“ eingestuft, kopiert haben. Die Militärzensurbehörde hatte gegen Blaus Text keine Einwände erhoben.
Kam stand ab Dezember 2009 unter Hausarrest; gleichzeitig wurde eine Nachrichtensperre verhängt, die erst Anfang April 2010 gelockert wurde, nachdem Informationen über den Fall international bekannt geworden waren. Am 30. Oktober 2011 wurde sie wegen des Sammelns, des Besitzes und der Weitergabe von klassifizierten militärischen Dokumenten zu einer Freiheitsstrafe von viereinhalb Jahren plus eineinhalb auf Bewährung verurteilt – die Anklage wegen Spionage wurde fallen gelassen. Der fast zweijährige Hausarrest wurde nicht auf die Strafe angerechnet.
Kam trat ihre Haftstrafe am 23. November 2011 im Frauengefängnis Neve Tirza an. Am 31. Dezember 2012 verringerte das Oberste Gericht die Strafe auf dreieinhalb Jahre sowie eineinhalb auf Bewährung.
Am 26. Januar 2014 wurde Anat Kam schließlich nach einer Haftdauer von 26 Monaten vorzeitig wegen guter Führung entlassen.